# Stephan Veen
Stephan Patrick Veen (Groningen, 27 juli 1970) is een voormalig tophockeyer uit Nederland, die in totaal 277 officiële interlands (113 doelpunten) speelde voor de nationale hockeyploeg. Hij maakte zijn debuut in Oranje op 14 januari 1989 (Nederland-Maleisië 5-1), en speelde zijn laatste interland op 30 september 2000 (Nederland-Zuid-Korea 3-3, Nederland wint na strafballen).
Veen begon zijn loopbaan als aanvaller, maar zakte tegen het einde van zijn carrière een linie naar achteren. Hij begon zijn carrière bij Doetinchemse Hockey Club en ging van Upward (Arnhem) naar HGC (Wassenaar). Hier maakte hij zijn Hoofdklassedebuut op 23 oktober 1988 thuis tegen Amsterdam H&BC (1-1 gelijkspel). Hij groeide uit tot een van de meest behendige hockeyers van Nederland en werd twee keer landskampioen in 1990 en 1996 met HGC. De afgestudeerde bedrijfseconoom werd tweemaal uitgeroepen door FIH tot wereldhockeyer van het jaar (1998 en 2000).
Zijn vader Sietze is ex-profvoetballer en sinds het najaar van 2004 voorzitter van voetbalclub De Graafschap. Veen is getrouwd met voormalig hockeyinternational Suzan van der Wielen. Hun zoon Lucas komt met ingang van het seizoen 2020-2021 uit voor HGC en maakte daarmee zijn debuut in de hoofdklasse. Hij scoorde als aanvoerder driemaal in de olympische finale van 'Sydney' (2000), en benutte de beslissende strafbal tegen Zuid-Korea.
Een van de metrostations in Londen werd tijdens de Olympische Zomerspelen 2012 naar hem hernoemd.

## Onderscheidingen
- 1998 – FIH World Player of the Year
- 2000 – FIH World Player of the Year

## Internationale erelijst
| JAAR | TOERNOOI               | PLAATS                    | RESULTAAT     |
| ---- | ---------------------- | ------------------------- | ------------- |
| 1989 | Champions Trophy       | Berlijn, Duitsland        | Zilver        |
| 1990 | Wereldkampioenschap    | Lahore, Pakistan          | Goud          |
| 1991 | Europees kampioenschap | Parijs, Frankrijk         | Zilver        |
| 1992 | Champions Trophy       | Karachi, Pakistan         | Vierde plaats |
| 1992 | Olympische Spelen      | Barcelona, Spanje         | Vierde plaats |
| 1993 | Champions Trophy       | Kuala Lumpur, Maleisië    | Brons         |
| 1994 | Champions Trophy       | Lahore, Pakistan          | Brons         |
| 1994 | Wereldkampioenschap    | Sydney, Australië         | Zilver        |
| 1995 | Europees kampioenschap | Dublin, Ierland           | Zilver        |
| 1995 | Champions Trophy       | Berlijn, Duitsland        | Vierde plaats |
| 1996 | Olympische Spelen      | Atlanta, Verenigde Staten | Goud          |
| 1996 | Champions Trophy       | Chennai, India            | Goud          |
| 1997 | Champions Trophy       | Adelaide, Australië       | Vierde plaats |
| 1998 | Wereldkampioenschap    | Utrecht, Nederland        | Goud          |
| 1999 | Champions Trophy       | Brisbane, Australië       | Brons         |
| 1999 | Europees kampioenschap | Padova, Italië            | Zilver        |
| 2000 | Champions Trophy       | Amstelveen, Nederland     | Goud          |
| 2000 | Olympische Spelen      | Sydney, Australië         | Goud          |

Floris Jan Bovelander · 
Jacques Brinkman · 
Marc Delissen · 
Cees Jan Diepeveen · 
Pieter van Ede · 
Maarten van Grimbergen · 
Taco van den Honert · 
Leo Klein Gebbink · 
Hendrik Jan Kooijman · 
Harrie Kwinten · 
Frank Leistra · 
Bart Looije · 
Wouter van Pelt · 
Bastiaan Poortenaar · 
Stephan Veen · 
Gijs Weterings ·
Coach: Hans Jorritsma
Floris Jan Bovelander · 
Jacques Brinkman · 
Maurits Crucq · 
Marc Delissen · 
Jeroen Delmee · 
Taco van den Honert · 
Ronald Jansen · 
Erik Jazet · 
Leo Klein Gebbink · 
Bram Lomans · 
Tycho van Meer · 
Teun de Nooijer · 
Wouter van Pelt · 
Stephan Veen · 
Guus Vogels · 
Remco van Wijk ·
Coach: Roelant Oltmans
Jacques Brinkman · 
Jaap-Derk Buma · 
Jeroen Delmee · 
Marten Eikelboom · 
Piet-Hein Geeris · 
Ronald Jansen · 
Erik Jazet · 
Bram Lomans · 
Teun de Nooijer · 
Wouter van Pelt · 
Stephan Veen · 
Guus Vogels · 
Diederik van Weel · 
Sander van der Weide · 
Remco van Wijk · 
Peter Windt ·
Coach: Maurits Hendriks